# Урвич (община Владичин хан)
Вижте пояснителната страница за други значения на Урвич.
Урвич (на сръбски: Урвич или Urvič) е село в Югоизточна Сърбия, Пчински окръг, община Владичин хан.

## Население
Според преброяването на населението от 2011 г. селото има 43 жители.

### Етнически състав
Данните за етническия състав на населението са от преброяването през 2002 г.
- сърби – 71 жители (100%)